# Terra Nova Saddle
Der Terra Nova Saddle ist neben dem Bird Saddle und dem Terror Saddle einer der drei markanten Bergsättel auf der antarktischen Ross-Insel. Er verläuft auf einer Höhe von rund 1400 m zwischen dem 3794 m hohen Mount Erebus im Westen und dem 2130 m hohen Mount Terra Nova im Osten.
Das New Zealand Antarctic Place-Names Committee benannte ihn 2001 in Anlehnung an den gleichnamigen benachbarten Berg.